# 완천군 (1373년)
완천군 이숙(完川君 李淑, 1373년 ~ 1406년 10월 17일)은 고려(高麗) 말기의 선비이자 조선(朝鮮) 초기의 왕족 종실(王族 宗室), 무신(武臣), 문신(文臣), 정치인(政治人), 좌명공신(佐命功臣)이다. 완천군은 아버지 의안대군과 함께 태조 이성계를 도와 조선 개국에 참여하였으며, 2차 왕자의 난 때 아버지 의안대군 이화와 함께 태종 이방원의 편에 섰다. 함경남도 출신으로 본관은 전주(全州). 휘는 숙(淑), 시호(諡號)는 제의(齊懿)이다.

## 생애
이자춘과 정안옹주 김씨의 손자이고 태조 이성계의 이복 동생이자 공신인 의안대군 이화(義安大君 李和)의 셋째아들이며 증 완풍대군 이원계(贈 完豊大君 李元桂)와 영성대군 이천계(永城大君 李天桂)와 조선 태조 이성계(朝鮮 太祖 李成桂)의 이복 조카이다.
고려(高麗) 말기에는 동북면(함경도) 화령의 이름없는 무인(武人)이요 촌부(村夫)이자 선비로 지내다가 1390년 고려 공양왕(高麗 恭讓王) 치세 시기에 잠시 아버지 이화와 큰아버지 이성계 고려국 수문하시중의 지원에 의해 고려 왕조로부터 고려국 동북면 화령 태수의 직위를 받아 1392년 1월까지 동북면 화령 태수 직책을 지냈으며 1392년(고려 공양왕 4) 7월 이복 큰아버지 이성계(李成桂)가 조선(朝鮮)을 건립하고 초대 군주로 등극하자 이듬해 1393년 조선국 무관(朝鮮國 武官)으로 등용되었고 1398년 이후에는 문관(文官)으로도 겸직하였다. 완천군은 아버지 의안대군과 함께 태조고황제를 도와 조선 개국에 참여하여 큰 공을 세웠다.1398년(태조 7) 우부승지에 이어 좌부승지로 임명되고, 1401년(태종 1)에 좌명1등공신 녹권을 받고 완천군(完川君)으로 봉작되었다. 1405년(태종 5) 의정부 찬성사에 제수되었다.
사위는 직제학 증 의정부좌참찬 안구이고, 외손자는 안지귀이다.

## 사후
1406년(태종 6) 10월 17일에 별세했으며, 이 때 조정에서는 3일간 조회를 폐하고 제문을 내려 예로써 장례를 치렀다. 묘지는 경기도 광주군 노우개 일안인데, 그의 장남 하령군 양(穰)이 세조의 계유정난에 3상신(相臣)과 함께 순절하여 실전되었다. 후에 숙종은 이런 부자의 높은 공을 기려 `양세원훈(兩世元勳)'이라 친필을 내렸다.